# Bipéridène
Le bipéridène est un médicament de la famille des anticholinergiques, utilisé pour traiter la maladie de Parkinson et des syndromes parkinsoniens induits par les neuroleptiques. Il est disponible sous les noms commerciaux Akineton et Akinophyl, et sous forme générique. La substance active est le chlorhydrate de bipéridène (numéro CAS 1235-82-1).
Du point de vue chimique, il s'agit d'un dérivé du norbornène, le substituant contient un aminoalcool. En ce qui concerne la stéréoisomérie, la molécule de bipéridène contient trois centres stéréogènes ; il y a donc théoriquement huit (23) stéréoisomères. La substance active du médicament est un racémique, elle contient à proportions égales les deux formes (1R,2S,4R) et (1S,2R,4S).
Le bipéridène a été synthétisé pour la première fois par le chimiste allemand Wilfried Klavehn de Knoll AG (en) (Allemagne). Klavehn a fait breveter la synthèse en mars 1953.

Il fait partie de la liste des médicaments essentiels de l'Organisation mondiale de la santé (liste mise à jour en avril 2013).